# Alexander Bicknor
Alexander Bicknor (auch de Bicknor oder Bykenore) (* nach 1260; † 14. Juli 1349 in Dublin) war ein englischer Geistlicher. Ab 1317 war er Erzbischof von Dublin.

## Leben

### Herkunft und Studium
Alexander Bicknor wurde wahrscheinlich in den 1260er Jahren in Bicknor in Gloucestershire geboren und nach dem Ort benannt. Vermutlich studierte er an der Universität von Oxford und schloss sein Studium als Magister ab. Möglicherweise wurde er zu Beginn seiner Karriere in England und später in Wales von Joan de Valence gefördert, der Countess of Pembroke und Lady of Wexford. Goodrich Castle, das eines ihrer Lieblingsresidenzen war, befindet sich in der Nähe von Bicknor.

### Aufstieg zum Erzbischof
1291 wird Bicknor erstmals im Dienst der Krone erwähnt, als er Wehre am Severn überprüfen sollte. 1301 und 1302 erhob er Steuern in Gloucestershire, und 1305 begleitete er John Wogan, den Justiciar of Ireland, auf dessen Reise nach Irland. Offenbar war er jedoch rasch nach England zurückgekehrt, denn 1306 sollte er erneut Steuern in Gloucestershire erheben. Im Juni 1307 wurde er zum Verwalter von heimgefallenen Kronlehen in Irland und im Oktober 1307 zum Treasurer des Schatzamtes von Dublin ernannt. Anfang 1311 wurde er von den beiden lange Zeit zerstrittenen Kathedralkapiteln der St Patrick’s und der Holy Trinity Cathedral in Dublin zum neuen Erzbischof des Erzbistums Dublin gewählt. Papst Clemens V. verwarf jedoch die Wahl zugunsten von John Lech, einem anderen königlichen Beamten. Im Juni 1311 ernannte König Eduard II. Bicknor zu seinem Vertreter auf dem Konzil von Vienne, doch Bicknor nahm nicht an dem Konzil teil, sondern war im Winter von 1311 bis 1312 als Treasurer in Irland tätig. Im Mai 1313 ernannte der König Erzbischof Lech zum neuen Treasurer. Lech starb jedoch wenige Monate später, bevor er sein Amt antreten konnte, so dass Bicknor das Amt weiter ausübte. Nach dem Tod von Erzbischof Lech wurde Bicknor von einer Mehrheit des Kathedralkapitels der St Patrick’s Cathedral erneut zum Erzbischof gewählt, wogegen das Kapitel der Holy Trinity Cathedral Walter Thornbury, den Kanzler von Irland wählte. Daraufhin legte Bicknor am 15. April 1314 sein Amt als Treasurer nieder, um vor der Kurie in Avignon seinen Anspruch zu vertreten. Er hatte die Unterstützung des Königs, und dazu war sein Rivale Thornbury vermutlich Anfang 1314 ertrunken, als er per Schiff nach Frankreich zur Kurie reisen wollte. Als Bicknor jedoch um Juni 1314 in Avignon eintraf, war Papst Clemens V. gestorben, so dass der Streit um die Anerkennung der Wahl nicht entschieden werden konnte. Mit Genehmigung des Königs blieb Bicknor in Avignon, doch die Wahl eines neuen Papstes verzögerte sich. Eine englische Gesandtschaft setzte sich schließlich unter anderem zu Gunsten von Bicknor ein. Darauf bestätigte am 20. August 1317 der neue Papst Johannes XXII. die Wahl von Bicknor, der schließlich am 25. August vom Papst selbst in Avignon zum Bischof geweiht wurde.

### Tätigkeit als Erzbischof, als Vermittler und Diplomat unter EduardII.
Im Frühherbst 1317 war Bicknor bereits wieder nach England zurückgekehrt, doch er reiste nicht nach Irland in seine Diözese weiter. Stattdessen gehörte er im Herbst der Delegation englischer Bischöfe an, die zum Earl of Lancaster nach Pontefract Castle reiste. Dort versuchten sie, zwischen dem König und Lancaster, der der führende innenpolitische Gegner des Königs zwar, zu vermitteln. Im September führte die Delegation mit Lancaster weitere Gespräche in York. Im November 1317 war Bicknor in der Londoner St Paul’s Cathedral, wo die päpstlichen Bullen mit der Exkommunikation des schottischen Königs Robert Bruce verkündet wurden, anschließend reiste er im Auftrag des Königs erneut zu Lancaster nach Pontefract. Ab Frühjahr 1318 nahm Bicknor an weiteren, langwierigen Verhandlungen mit dem Earl of Lancaster teil. Zwischenzeitlich leitete er am 2. Juni 1318 zusammen mit Erzbischof Reynolds, dem Earl of Pembroke und Hugh le Despenser eine königliche Ratsversammlung. Im August 1318 bezeugte er den Vertrag von Leake, der Lancaster mit dem König aussöhnen sollte. Wenige Tage später wurde Bicknor am 11. August zum Justiciar of Ireland ernannt. Am 9. Oktober 1318 traf er, sechs Jahre nach seiner ersten Wahl zum Erzbischof, wieder in Dublin ein. Bicknor blieb nun länger in Irland, doch bereits im März 1319 wurde er durch Roger Mortimer als Justiciar abgelöst. Anfang 1320 hielt er eine Provinzialsynode ab, während der 23 Statuten beschlossen wurden. Diese behandelten unter anderem die Pflicht zur Entrichtung des Zehnten und die Pflicht zur Einhaltung der Festtage des heiligen Patrick und anderer irischen Heiligen. Im Februar 1321 gründete er eine an die St Patrick’s Cathedral angeschlossene Universität, die eine juristische und eine theologische Fakultät besaß. Die Statuten der Universität waren nach dem Vorbild der Statuten der Universität von Oxford erlassen worden, die 1312 von Papst Clemens V. genehmigt worden. Wahrscheinlich aufgrund finanzieller Probleme und Konflikte, in die Bicknor später verwickelt wurde, bestand die Universität aber nur kurz. Anfang November 1319 war Bicknor aufgefordert worden, seine Abrechnungen als Treasurer of Ireland zur Prüfung dem englischen Schatzamt vorzulegen. Die Prüfung begann schließlich im Oktober 1323 und dauerte bis Juni 1325. Im Februar 1324 stellte Bicknor zusammen mit den Erzbischöfen von Canterbury und York Bischof Orleton von Hereford in einer aufsehenerregenden Aktion unter seinen Schutz, als dieser sich vor dem Parlament verantworten sollte. Im März 1324 wurde Bicknor zusammen mit dem Earl of Kent nach Frankreich gesandt, um im Streit um Saint-Sardos zu vermitteln. Nach dem Scheitern der Verhandlungen reiste er mit Kent in die Gascogne, wo es zum Krieg mit Frankreich kam. Im Oktober 1324 wurde Bicknor beauftragt, über eine Heirat zwischen dem Thronfolger Eduard und einer Tochter von König Jakob II. von Aragon zu verhandeln.

### Anklage und Verurteilung
Im Mai 1325 bat Eduard II. Papst Johannes XXII., Bicknor zu suspendieren. Bicknor sei verantwortlich für die Eroberung von La Réole durch französische Truppen im September 1324, er hätte angeblich den königlichen Günstling Hugh le Despenser des Verrats beschuldigt und er hätte in Irland Gelder veruntreut. Zwar waren Bicknors Abrechnungen unvollständig und teils falsch, dazu hatte er klar Betrug und Fälschungen begangen, doch der Angriff des Königs auf den Erzbischof war klar politisch motiviert. Im Oktober 1325 erschien Bicknor im Schatzamt in Westminster und bekannte sich schuldig. Daraufhin wurden im Dezember seine Güter, sein Vieh und sein Landbesitz in England und Irland beschlagnahmt, der Wert seines Besitzes wurde mit £ 553 beziffert. Als im September 1326 Königin Isabelle mit einem Heer in England landete, um die Herrschaft ihres Mannes Eduard II. zu stürzen, schloss sich ihr Bicknor sofort an. Er wird als erster der Prälaten genannt, als am 26. Oktober 1326 eine Versammlung von Prälaten und Magnaten in Bristol den Thronfolger Eduard zum Reichsverweser anstelle seines geflohenen Vaters erklärte. Doch trotz dieser Unterstützung begnadigte die neue Regierung Bicknor nicht für seine Misswirtschaft als Treasurer, da die neue Regierung keinen Präzedenzfall schaffen wollte. Stattdessen wurde Bicknor nun sogar für angebliche Unregelmäßigkeiten während seiner kurzen Amtszeit als Justiciar belangt. Das Schatzamt versuchte noch über mehrere Jahre, ihn für seine Misswirtschaft zur Verantwortung zu ziehen, ehe Eduard III. ihn im Juni 1344 begnadigte.
Doch Bicknor hatte noch andere Schwierigkeiten. Aufgrund der ausbleibenden Rückzahlung von Schulden, die teils noch sein Vorgänger John Lech während seines Aufenthalts bei der Kurie aufgenommen hatte, exkommunizierte der Papst 1325 Bicknor. Zwar machte Papst Johannes XXII. offenbar keine weiteren Versuche, die Schuld einzutreiben, doch sein Nachfolger Benedikt XII. forderte die offenen Schulden 1335 ein, worauf Bicknor sich weiter weigerte, den Zahlungen nachzukommen. Einen anderen, langwierigen Streit hatte Bicknor mit Richard Ledred, dem Bischof von Ossory und damit ein Suffraganbischof von Bicknor, über angebliche Zauberei und Ketzerei der irischen Familie Utlagh. Bicknor unterstützte die Familie gegen Lendreds Anschuldigungen, nachdem er 1328 nach Irland zurückgekehrt war. Der Streit war immer noch nicht beigelegt, als Clemens VI. 1342 zum Papst gewählt wurde. Als Bicknor sich weigerte, zur Kurie nach Avignon zu reisen, wurde Erzbischof FitzRalph von Armagh 1347 beauftragt, die Zustände im Erzbistum Dublin zu überprüfen. Zwischen den Erzbischöfen von Armagh und Dublin bestand ein alter Streit um das Primat über Irland. Bicknor hatte den Streit neu angefacht, als er eigenmächtig den Titel Primas von Irland beanspruchte. Schließlich wurde FitzRalph im April oder Mai 1349 auf Betreiben von Bicknor von königlichen Beamten aus Dublin verwiesen. Der greise Bicknor starb wenig später, möglicherweise an der Pest, die zu der Zeit in Irland wütete.

## Bewertung
Obwohl Bicknor zunächst während der Herrschaft von Eduard II. als Prälat gute Dienste leistete und als fähiger Beamter galt, scheiterte er gegen Ende der Herrschaft des Königs. Möglicherweise war er zu naiv, nicht skrupellos genug oder unfähig, um in den schwierigen politischen Verhältnissen der damaligen Zeit zu bestehen. Auch nach dem Sturz des Königs konnte er unter Eduard III. trotz seines langen Lebens seine Stellung nie wiederherstellen.
Von Bicknor ist eine Predigt überliefert, in der er Faulheit und Trägheit anprangerte und die er in der Holy Trinity Cathedral gehalten hat, möglicherweise anlässlich der Provinzialsynode von 1320.